# Richard Sennett
Richard Sennett (* 1. ledna 1943, Chicago) je americký sociolog, profesor na London School of Economics a New York University. Je žákem Davida Riesmana a Erika Eriksona. Je znám především pro své studie o životě v moderním velkoměstě (zejm. The Fall of Public Man z roku 1977). Dalším jeho velkým tématem je práce (např. The Corrosion of Character z roku 1998). Analýzu postmoderního, decentralizovaného kapitalismu představil ve vlivné práci The Culture of the New Capitalism roku 2006. Je manželem socioložky Saskie Sassenové. Píše i prózu a populární práce o hudbě.

### Neodborné práce
- The Frog Who Dared to Croak (1982)
- An Evening of Brahms (1984)
- Palais-Royal (1986)